# An Embarrassed Bridegroom
An Embarrassed Bridegroom è un cortometraggio muto del 1913 sceneggiato e diretto da William Duncan che è anche protagonista del film. Nel cast, tra gli altri attori, Myrtle Stedman, Lester Cuneo, Rex De Rosselli.

## Trama
Tom Martin lavora duro nel suo ranch. Tanto che, alla vigilia delle sue nozze con Rose, non ha ancora comperato un completo per la cerimonia. Così si reca in città a fare acquisti. Al ritorno, incontra degli amici con i quali fa bisboccia, brindando alla sposa. Quando si veste, è un po' malfermo sulle gambe e i cavalli gli scappano. Riesce finalmente ad arrivare sul luogo della cerimonia dove Rose, ormai furiosa con lui, sta per sposare un suo rivale. Tom, per fortuna, ha smaltito la sbornia: viene perdonato e le nozze, alla fine, hanno luogo come da programma.

## Produzione
Il film fu prodotto dalla Selig Polyscope Company.

## Distribuzione
Distribuito dalla General Film Company, il film - un cortometraggio di 200 metri - uscì nelle sale cinematografiche statunitensi il 6 giugno 1913. Nelle proiezioni, veniva programmato con il sistema dello split reel, accorpato in un'unica bobina con un altro cortometraggio prodotto dalla Selig, il documentario Manila Normal and Public Schools.